# Seznam slovenskih diplomatov
Seznam slovenskih diplomatov v preteklosti in sedanjosti.

## A
- Marija Adanja
- Natalija Al-Mansour
- Boris Antolič
- Jaka Avšič

## B
- Milan Balažic
- Aleš Balut
- Boštjan Barborič
- Dragan Barbutovski
- Bogdan Batič
- Darja Bavdaž Kuret
- Aleš Bebler
- Anton Bebler
- Peter Bekeš
- Dragoljuba Benčina
- Andrej Benedejčič
- Minca Benedejčič
- Bogdan Benko
- (Vlado Benko)
- Alain Brian Bergant
- Damjan Bergant
- Nataša Bergelj
- Josip Bernot
- Bojan Bertoncelj
- Aleš Biber
- Ondina Blokar Drobič
- Katja Boh
- Borut Bohte
- Pavle Bojc
- Karl Bonutti (1928-2023)
- Miklavž Borštnik
- Veronika Bošković-Pohar
- Dušan Bravničar
- Bojan Brezigar
- Srečko Brezigar
- Branko Brezovnik
- Jože Brilej
- Andrej Briški
- David Brozina
- (Miloš Bučar)
- Karmelo Budihna
- Zorica Bukinac
- Martin Burjan
- Mirko Bunc
- Stanko Buser
- Franci But

## C
- Izidor Cankar
- Andrej Capuder
- Sabina Carli Sitar
- Marjan Cencen
- Božo Cerar
- Mirko Cigler
- Štefan Cigoj
- Bojana Cipot
- Jožef Ciraj
- Boris Cizelj
- Janez Gašper Cobenzl
- Janez Karel Ludvik Cobenzl
- Janez Filip Cobenzl
- Ludovik Janez Jožef Cobenzl
- Renata Cvelbar Bek

## Č
- Rudi Čačinovič
- Darko Černej
- Stanislav Černoša
- Aleksander Čičerov
- Anton Edvard Čižman
- Miran Čupkovič Skender

## D
- Andrej Debenak
- Franci Demšar
- Vladislav Derč
- Damir Devčič
- Alojz Dobravec
- Gašper Dovžan
- Zvone Dragan
- Helena Drnovšek Zorko
- Mitja Drobnič
- Jožef Drofenik
- (Tatiana Dumas-Rodica)

## E
- (Robert A. Eiletz)
- Jožef Ferdinand Erberg
- Stanko Erhartič
- (Karl Erjavec)

## F
- Joannes Franciscus Faber (Kovač)
- Luigi Faidutti
- (Tanja Fajon)
- Štefan Falež
- Ada Filip-Slivnik
- Janvid Flere
- Drago Flis
- Božena Forštnarič Boroje
- Anžej Frangeš
- Boris Frlec

## G
- Melita Gabrič
- Rudi Gabrovec
- Franc Genuin Gallenfels
- Dušan Gaspari
- Vladimir Gasparič
- Jure Gašparič?
- Rado Genorio
- Andrej Gerenčer
- Art(h)ur Germ
- Aleksander Geržina
- Saša Geržina
- Vladimir (Vlado) Godler
- Tone Gogala
- Darja Golež
- Ignac Golob
- Peter Golob
- Jože Goričar
- Bogo Gorjan
- Nataša Goršek Mencin
- Aljaž Gosnar
- Ladislav Graber
- Bernarda Gradišnik
- Andrej Grahor
- Andrej Grasselli
- Nina Gregori
- Florijan (Cvetko) Gregorič
- Peter Grk
- Iztok Grmek
- Bojan Grobovšek
- Matjaž Gruden

## H
- Ferenc Hajós
- Avguštin Hallerstein
- Marko Ham
- Žiga Herberstein
- France Hočevar
- Jadran Hočevar
- Janez Hočevar
- (Erik Horvat)
- Hans Hozhevar
- Gašper Hrastelj?
- Ivan Hribar

## I
- Jože Ingolič
- Valentin Inzko
- Metka Ipavic

## J
- Livij (Livio) Jakomin
- Mirko Jakše
- Blanka Jamnišek
- Jernej Jan
- Matjaž Jančar
- Rudi Janhuba
- Peter Japelj
- Iztok Jarc
- Milan Jazbec
- Željko Jeglič
- Jožef Jeraj
- Alenka Jerak
- Boštjan Jerman
- Boris Jesih
- Peter Ješovnik
- Jerneja Jug Jerše
- Igor Jukič
- Franco Juri
- Ivan Jurkovič
- Mihael Jurman
- (Stane Južnič)

## K
- Jelko Kacin
- Tone Kacjan
- Tone Kajzer in Milena Kajzer
- (Ioannis Antonios Kapodistrias)
- Branko Karapandža
- (Edvard Kardelj)
- Robert Kašca
- Janez Kavar
- Mateja Kavaš (r. Urbanija)
- Vladimir Kavčnik
- Dušan Kermavner
- Eliška Kersnič Žmavc
- Igor Kerstein
- Roman Kirn
- Elizabeta Kirn Kavčič
- Janja Klasinc?
- Ivo Klemenčič
- Edvard Kljun
- Smiljana Knez
- Franc Kobav (Franciscus Kobavius)
- Janez Kobencl (Cobenzl)
- Tina Kobilšek
- Nina Kodelja
- Rudi Kodrič
- Robert Kojc
- Robert Kokalj
- Vilko Kolar - Domen
- Stane Kolman
- Vladimir Kolmanič
- Ivan Konte
- (Eddy Alojz Kontelj)
- Erik Kopač
- Marcel Koprol
- Edvard Kopušar
- Jože Korošec
- Štefan Korošec
- Franc Melhior Kos
- Marta Kos (Marko)
- Nataša Kos
- Ljudevit Koser
- Marko Kosin
- Jernej Kosmač
- Ciril Kotnik
- Boštjan Kovačič
- Fran Kovačič
- Matjaž Kovačič
- Gregor Kozovinc
- Barbara Koželj Podlogar
- Davorin Kračun
- Mateja Kračun
- Sonja Kralj
- Albert Kramer
- Gustav Kranjc
- Marko Kranjec
- Stane Krašovec
- Ivan Kreft
- Miha Krek
- (Darijo Križ)
- Primož Križaj
- Robert Krmelj
- Branko Kromar
- Marko Kržišnik
- Alojzij Kuhar
- Drago Kunc
- Jožef Kunič
- Tomaž Kunstelj
- Miloš Kuret
- Benedikt Kuripečič
- Vojko Kuzma
- Dušan Kveder

## L
- Tadej Labernik
- Anton Lah (diplomat)
- Špela Laimiš
- Metka Lajnšček
- Dušan S. Lajovic?
- (Ivan Janez Lapajne)
- Anton Lavrin
- Darja Lavtižar Bebler
- Janez Lenarčič
- Stane Lenardič
- Mitja Leskovar
- Simona Leskovar
- Ladislav Lipič
- Andrej Logar
- (Anže Logar)
- Matjaž Longar
- Hine Lotrič
- Tomaž Lovrenčič
- Maja Marija Lovrenčič Svetek
- Bojan Lubej
- Benjamin Lukman
- Franc Lukner

## M
- Borut Mahnič
- Marjan Mahnič
- Marijan Majcen
- Stanko Majcen
- Miljan Majhen
- Uroš Mahkovec
- Marko Makovec
- Matija Malešič
- Boštjan Malovrh
- Leon Marc
- Aleš Marič
- Uroš Markič
- Eva Marn
- Matej Marn
- Ivan Martelanc (1938)
- Dragutin Mate
- Tomaž Matjašec
- (Miro Medved)
- Miran Mejak
- Tomaž Mencin
- Mirko Mermolja
- Vlado Mihelič
- (Lydia Mihelič Pulsipher)
- Mitja Miklavec
- Tomaž Miklavčič
- Franc Mikša
- Dušan Mikuš
- Peter Millonig
- Drago Mirošič
- Iztok Mirošič
- Vladimir Miselj
- Tatjana Miškova
- Ida Močivnik (r. Jelen, 1.por. Zajc)
- Radko Močivnik
- Mitja Močnik
- Vlado Močnik
- Erik Modic
- Miriam Možgan
- Jernej Müller
- Ivo Murko

## N
- Alfonz Naberžnik
- Mojca Nemec van Gorp
- Andrej Novak
- Anton Novak
- Franc Novak (1931-87)
- Lovro Novinšek
- Anton Novačan

## O
- Miloš Oprešnik
- Tanja Orel Šturm
- Milan Orožen Adamič
- Bogdan Osolnik
- Marjan Osolnik

## P
- Breda Pavlič
- Stane Pavlič
- Ivan Pelicon
- Zorko Pelikan
- Ivan Perne
- (Zvone Petek)
- Anton Petkovšek
- Ernest Petrič
- Tea Petrin
- (Wolfgang Petritsch)
- Anita Pipan
- Franc Pirc
- Igor Pirkovič
- Franc Pirkovič
- Leonid Pitamic
- Kristina Plavšak Krajnc
- Boris Pleskovič?
- Robert Plešnik
- Sašo Podlesnik
- Alojz Pogačar
- Josip Pogačnik
- Marko Pogačnik (diplomat)
- Bojan Pograjc
- Ana Polak Petrič
- Bojan Polak-Stjenka
- Jože Poličar
- Tone Poljšak
- Jasna Ponikvar Velasquez
- Klemen Ponikvar
- Bojan Potočnik
- Nataša Prah
- Milan Predan
- Tomaž Prelokar
- Damjan Prelovšek
- Janez Premože
- Franc Presetnik
- Gregor Presker
- Janez Krstnik Prešeren
- Mateja Prevolšek
- Franc Primožič
- Miloš Prislan
- Matjaž Puc
- Jožica Puhar
- France Punčuh
- Oto Pungartnik
- Andreja Purkart Martinez

## R
- Kristina Radej
- Milena Radenković
- Andrej Rahten
- Janez Luka Rakovec (pl. Raigersfeld/Rakhersfeld)
- Branko Rakovec
- Marko Rakovec
- Vinko Rapotec
- Stanislav Raščan
- Peter Reberc
- Ivan Rebernik
- Gorazd Renčelj
- Ivan Renko
- Viktor Repič
- Jurij Rifelj
- Ladislav Riha
- Josip Rijavec
- Marjan Ristič
- Andrej Gregor Rode
- Tatjana Rodica-Dumas
- Jurij Roš
- Dimitrij Rupel
- Tadej Rupel
- Anton Rupnik
- Otokar Rybář
- Vladimir Rybář

## S
- Hinko Samec
- Marjan Samec
- Jožef Schwegel (tudi Švegel ali Žvegel)
- Damijan Sedar
- Jernej Sekolec
- Cvetka Selšek
- Igor Senčar
- Ivan Seničar
- Marjan Senjur
- Ingrid Sergaš
- Stanislav Sikošek
- Iztok Simoniti
- Edvin Skrt
- Andrej Slapničar
- (Jože Slobodnik)
- Darja Slokar
- Elvi Slokar-Miklavec
- Jože Smole
- Marko Smole
- Predrag Smole
- Dušan Snoj
- Lojze Sočan
- Irena Sodin
- Marko Sotlar
- Ferdinand Souvan
- Boris Sovič
- Veronika Stabej
- Sabina Stadler Repnik
- Lea Stančič
- Zoran Stančič
- Janez Stani
- Aleksander Stanič
- Janez Stanovnik
- Dušan Sterle?
- Janez Sterniša
- Ronald Strelec
- Tanja Strniša
- Josip Suchy
- Alenka Suhadolnik
- Barbara Sušnik

## Š
- Štefan Bogdan Šalej
- Milan Šamec
- Edmond Šarani
- Dubravka Šekoranja
- Primož Šeligo
- Vlado Šestan
- Slobodan Šešum
- Marjan Šetinc ‎
- Drago Šiftar
- Marjan Šiftar
- Maša Šiftar
- Niko Šilih
- Matjaž Šinkovec
- Boštjan Širnik
- Karel Širok
- Andrej Škerlavaj
- Bojan Škoda
- Ksenija Škrilec
- Duša Škulj
- Milena Šmit
- (Jože Šmon)
- Boris Šnuderl
- Igor Šoltes?
- Timotej Šooš
- Gregor Štajer?
- Andrej Šter
- Sanja Štiglic
- Ciril Štokelj
- Mitja Štrukelj
- Marko Štucin
- Jakob Štunf
- Jadranka Šturm Kocjan
- Ivo Šubelj
- Gregor Šuc
- Vojislav Šuc
- Borut Šuklje
- Janez Šumrada
- Jože Šušmelj
- Ivan Krizostom Švegel (tudi Schwegel ali Žvegel)

## T
- Zoran Thaler
- (Anthony Tomažin)
- Eva Tomič
- Zora Tomič
- Ludvik Toplak
- Peter Toš
- Magdalena Tovornik
- Mary Veronica Tovšak Pleterski
- Boris Trampuž – Čož
- Jelka Travnik
- Borut Trekman
- Anton Turk
- Danilo Türk
- Tit Turnšek

## U
- Dragica Urtelj

## V
- Ivo Vajgl
- Vlado Valenčak
- Vlasta Valenčič Pelikan
- (Mateja Valtanen)
- Vladimir Vauhnik
- Zlatko Vehovar
- Milan Venišnik
- Vojko Venišnik
- Zlatko Verbič
- (John P. Vidmar)
- (Srečko Vidmar)
- Jernej Videtič
- Stanislav Vidovič
- Lara Vihar
- Fran Vilfan (1874 - 1931)
- Josip Vilfan (1878 - 1955)
- Joža Vilfan (1908 - 1987)
- Marija Vilfan (1912 - 1994)
- Alenka Vipotnik Kopanja
- Avguštin Vivod (Tine Vivod)
- Mateja Vodeb Ghosh
- Žiga Vodušek
- Nataša Vodušek
- Teobald Vodušek
- Dolfe Vogelnik
- Gregor Voglar
- Ivan Vogrič
- Vojko Volk
- Jean-Pierre Vonarb
- Bogumil Vošnjak
- Mitja Vošnjak
- Fedja Vraničar
- Anton Vratuša
- Marko Vrhunec
- Miha Vrhunec
- Vekoslav Vršič
- Lojze Vrtačnik

## W
- Tamara Weingerl-Požar
- Zdravko Wiegele
- Gregor Woschnagg

## Z
- Gustav Zadnik
- Srečko Zajc
- Drago Zalar
- Samo Zanoškar
- Edvin (Edo) Zdovc
- Jože Zemljak
- Andraž Zidar
- Milovan Zidar
- Boris Zidarič
- (Ronald Joseph Zlatoper)
- Jaša Zlobec
- Gregor Zore
- Slavko Zore
- (Herman Zupan)
- Milan Zupan
- Branko Zupanc
- Mihael Zupančič
- (Fran Zwitter)

## Ž
- Iztok Žagar
- Jelko Žagar
- Zoran Žagar
- Jožef Žabkar
- Janez Žakelj
- Pavle Žaucer
- Samuel Žbogar
- Janez Žgajnar
- Mirko Žgur
- Zvone Žigon
- Mirko Žlender
- Ivan Žolger
- Franc Žugel
- Franc Željko Županič
- Melita Župevc
- Drago Žvab
- Barbara Žvokelj